# Gourané
Gourané est une localité de l'ouest de la Côte d'Ivoire, et appartenant au département de Biankouma, dans la Région des Dix-Huit Montagnes. La localité de Gourané est un chef-lieu de commune.